# برونو جودو
برونو جودو (10 مايو 1992 في بلجيكا - ) هو لاعب كرة قدم بلجيكي في مركز الدفاع. شارك مع منتخب بلجيكا تحت 18 سنة لكرة القدم ومنتخب بلجيكا تحت 21 سنة لكرة القدم. أما مع النوادي، فقد لعب مع زولته فاريجيم ونادي رويال أندرلخت ونادي فيسترلو.

## وصلات خارجية
- برونو جودو على موقع الاتحاد البلجيكي (الإنجليزية)
- برونو جودو على موقع قاعدة بيانات كرة القدم.إي يو (الإنجليزية)
- برونو جودو على موقع Soccerway.com (الإنجليزية)
- برونو جودو على موقع عالم كرة القدم.نت (الإنجليزية)
- برونو جودو على موقع AS.com (الإسبانية)